# ホスティングサーバ
ホスティングサーバとは、インターネットなどのネットワークに接続されたサーバのことで、コンテンツを提供したり、サービスをホスト（host）することができるもののこと。Webサーバをホスト（host）している場合はWebホスティングサーバ、Eメールをホスト（host）する場合はメールホスティングサーバ、データベースをホスト（host）する場合はデータベースホスティングサーバと呼ぶ。
企業などによってデータセンターにサーバが設置されて提供される場合があり、この場合はホスティングサービスと呼ぶ。ホスティングサービスの種類としては、レンタルサーバ（共用サーバとも）、バーチャル・プライベート・サーバ、クラウドコンピューティングなどがある。レンタルサーバは、複数のユーザーがメモリやCPUなどリソースを共有して利用し、主にWebサイトやWebアプリケーションをインターネットで一般公開するために使われる。なお、サーバとサーバーの間に表記の揺れがあるため、例えばレンタルサーバとレンタルサーバーの間にも表記の揺れがあり、一般に両方とも意味の区別なく使われる。
日本国内では、ホスティングサーバはレンタルサーバのことであるという認識が広がっているが、本来のホスティングの意味からすると、誤った認識であるとされる。

## 機能
ホスティングサーバには、主に以下の機能が組み込まれている。* ウェブサーバ
- メールサーバ
- FTPサーバ - クライアントはウェブページ作成や更新のためにhtml・画像データなどをアップロードする。
- Telnet - クライアントはウェブアプリケーションなどを使用するためにコマンド入力をする。
- CGI - 無料の場合は、PerlとPHPが最も多く使用できて、一部RubyやPythonも使用できる。
- データベース - 無料の場合は、MySQLが最も多く使用できて、一部PostgreSQLも使用できる。
- Wordpress - 無料の場合は、一部のサーバーで使用できた。
- アクセス解析
- Webメール
- ドメインネームサーバ
- スパムメールフィルタ
- ウイルスチェックフィルタ
- メーリングリスト

上記以外にもネットワークファイルシステムとして使用する場合もある。
基本的には、ホームページ公開用のWebサーバやメールサーバとしての利用が多いが、データベースやグループウェアなどのWebアプリケーションでの利用も多い。また、提供者やサービス毎にCGIやSSIの利用の可否、使用可能な最大ディスク容量の違い、負荷サービスの違い、利便性向上のための機能の違い、電話サポートの有無、月間の最大データ転送量（一部提供者で設定されている）などがある。
各サーバは管理者により監視されており、トラブルなどに迅速に対応できる体制を有するサービスもある。

## 運用
ホスティングサーバは1台のサーバを複数の領域に分け、多数のユーザーで共同利用される。一般にはLinuxやUnixなどのオペレーティングシステム（OS）上で動くApache HTTP Serverと呼ばれるWebサーバソフトを利用しているところが多いが、IISなどWindows NT系のOSで動く物をサポートしている物もある。最近のクラウドやレンタルサーバなどでは、WebサーバソフトをNode.js系のフレームワークや、コンパイル言語などでユーザーが作れるようになった。

## 日本の主なホスティングサービス提供事業者・サービス一覧
- IDCフロンティア
- at+link
- アドミラルシステム（ASJホスティングサービス）
- A&I Webホスティング
- エックスサーバー
- xbit
- NTTPCコミュニケーションズ（WebARENA）
- NTTコミュニケーションズ（BIZホスティング ）
- FC2
- カゴヤ・ジャパン
- クララオンライン
- さくらインターネット
- GMOインターネット
  - お名前.comレンタルサーバー
  - ConoHa WING
  - かんたんサーバー（BEKKOAME//HOSTING（ベッコアメ・インターネット）より移行）
  - レンサバ.com（レンサバ本舗.comより移行）
  - interQ OFFICE レンタルサーバー
- GMOクラウド（iSLEを統合、ラピッドサイト、ロケットネット、WADAX）
- GMOペパボ
  - ロリポップ!
  - heteml
  - プチ・ホームページサービス
- GMOデジロック
  - XREA
  - CORESERVER
- KDDIウェブコミュニケーションズ
  - CPI
- カラフルボックス
- mixhost
- シーズホスティングサービス
- J-NAVI
- Just-Size.Networks
- JETBOYレンタルサーバー
- スカイアーチネットワークス
- スタジオマップ
- 使えるねっと
- ネットオウル
  - スターサーバー
- パラダイムシフト（TOK2、Site Mix）
- 1stレンタルサーバー
- プロックスシステムデザイン
- リンククラブ
- レグルス（レオサーバー）
- YSKTEC.COM

## 終了した日本の主なホスティングサービス
- 楽天（2012年）
  - infoseek isweb（以下のサービスが統合されていた）
    - Freeweb（トライネットワークインターナショナル）
    - HOOPS!（フープス）
    - Tripod（ライコスジャパン）

  - COOL ONLINE
- AAA!CAFE（ライブドア）（2012年）
- OCN Page ON（NTTコミュニケーションズ）（2015年）
- @homepage（ニフティ）（2016年）
- WebSpace（ジュピターテレコム）（2017年）
- DION（KDDI）（2017年）
- @PAGES（有限会社アットフリークス）（2018年）
- ジオシティーズ（Yahoo! JAPAN）（2019年）
- ファーストサーバ（2019年）
- U-Page+（So-net）（2021年）
- ODN「ホームページサービス」（日本テレコム）（2024年）
- web24.jp（ケイズ・コミュニケーションズ）（2006年）
- パルフェネット（有限会社セイ）(2007年)
- NSFレンタルサーバー（株式会社アウレア）（2015年）
- フリーティケットシアター（2016年）
- ウェブクロウ（2022年）

など。

## 日本の主な専用サーバーサービス提供事業者の一覧
- スカイアーチネットワークス
- アドミラルシステム（ASJホスティングサービス）
- A&I Webホスティング
- さくらインターネット
- シーズホスティングサービス
- GMOインターネット
  - お名前.comレンタルサーバー

## 海外の主なホスティングサービス提供事業者・サービス一覧
- Vercel